# 1933 год
1933 (ты́сяча девятьсо́т три́дцать тре́тий) год  по григорианскому календарю — невисокосный год, начинающийся в воскресенье. Это 1933 год нашей эры, 3‑й год 4‑го десятилетия XX века 2‑го тысячелетия, 4‑й год 1930‑х годов. Он закончился 92 года назад.
| Пн | Вт | Ср | Чт | Пт | Сб | Вс |
|    |    |    |    |    |    | 1  |
| 2  | 3  | 4  | 5  | 6  | 7  | 8  |
| 9  | 10 | 11 | 12 | 13 | 14 | 15 |
| 16 | 17 | 18 | 19 | 20 | 21 | 22 |
| 23 | 24 | 25 | 26 | 27 | 28 | 29 |
| 30 | 31 |    |    |    |    |    |

| Пн | Вт | Ср | Чт | Пт | Сб | Вс |
|    |    | 1  | 2  | 3  | 4  | 5  |
| 6  | 7  | 8  | 9  | 10 | 11 | 12 |
| 13 | 14 | 15 | 16 | 17 | 18 | 19 |
| 20 | 21 | 22 | 23 | 24 | 25 | 26 |
| 27 | 28 |    |    |    |    |    |

| Пн | Вт | Ср | Чт | Пт | Сб | Вс |
|    |    | 1  | 2  | 3  | 4  | 5  |
| 6  | 7  | 8  | 9  | 10 | 11 | 12 |
| 13 | 14 | 15 | 16 | 17 | 18 | 19 |
| 20 | 21 | 22 | 23 | 24 | 25 | 26 |
| 27 | 28 | 29 | 30 | 31 |    |    |

| Пн | Вт | Ср | Чт | Пт | Сб | Вс |
|    |    |    |    |    | 1  | 2  |
| 3  | 4  | 5  | 6  | 7  | 8  | 9  |
| 10 | 11 | 12 | 13 | 14 | 15 | 16 |
| 17 | 18 | 19 | 20 | 21 | 22 | 23 |
| 24 | 25 | 26 | 27 | 28 | 29 | 30 |

| Пн | Вт | Ср | Чт | Пт | Сб | Вс |
| 1  | 2  | 3  | 4  | 5  | 6  | 7  |
| 8  | 9  | 10 | 11 | 12 | 13 | 14 |
| 15 | 16 | 17 | 18 | 19 | 20 | 21 |
| 22 | 23 | 24 | 25 | 26 | 27 | 28 |
| 29 | 30 | 31 |    |    |    |    |

| Пн | Вт | Ср | Чт | Пт | Сб | Вс |
|    |    |    | 1  | 2  | 3  | 4  |
| 5  | 6  | 7  | 8  | 9  | 10 | 11 |
| 12 | 13 | 14 | 15 | 16 | 17 | 18 |
| 19 | 20 | 21 | 22 | 23 | 24 | 25 |
| 26 | 27 | 28 | 29 | 30 |    |    |

| Пн | Вт | Ср | Чт | Пт | Сб | Вс |
|    |    |    |    |    | 1  | 2  |
| 3  | 4  | 5  | 6  | 7  | 8  | 9  |
| 10 | 11 | 12 | 13 | 14 | 15 | 16 |
| 17 | 18 | 19 | 20 | 21 | 22 | 23 |
| 24 | 25 | 26 | 27 | 28 | 29 | 30 |
| 31 |    |    |    |    |    |    |

| Пн | Вт | Ср | Чт | Пт | Сб | Вс |
|    | 1  | 2  | 3  | 4  | 5  | 6  |
| 7  | 8  | 9  | 10 | 11 | 12 | 13 |
| 14 | 15 | 16 | 17 | 18 | 19 | 20 |
| 21 | 22 | 23 | 24 | 25 | 26 | 27 |
| 28 | 29 | 30 | 31 |    |    |    |

| Пн | Вт | Ср | Чт | Пт | Сб | Вс |
|    |    |    |    | 1  | 2  | 3  |
| 4  | 5  | 6  | 7  | 8  | 9  | 10 |
| 11 | 12 | 13 | 14 | 15 | 16 | 17 |
| 18 | 19 | 20 | 21 | 22 | 23 | 24 |
| 25 | 26 | 27 | 28 | 29 | 30 |    |

| Пн | Вт | Ср | Чт | Пт | Сб | Вс |
|    |    |    |    |    |    | 1  |
| 2  | 3  | 4  | 5  | 6  | 7  | 8  |
| 9  | 10 | 11 | 12 | 13 | 14 | 15 |
| 16 | 17 | 18 | 19 | 20 | 21 | 22 |
| 23 | 24 | 25 | 26 | 27 | 28 | 29 |
| 30 | 31 |    |    |    |    |    |

| Пн | Вт | Ср | Чт | Пт | Сб | Вс |
|    |    | 1  | 2  | 3  | 4  | 5  |
| 6  | 7  | 8  | 9  | 10 | 11 | 12 |
| 13 | 14 | 15 | 16 | 17 | 18 | 19 |
| 20 | 21 | 22 | 23 | 24 | 25 | 26 |
| 27 | 28 | 29 | 30 |    |    |    |

| Пн | Вт | Ср | Чт | Пт | Сб | Вс |
|    |    |    |    | 1  | 2  | 3  |
| 4  | 5  | 6  | 7  | 8  | 9  | 10 |
| 11 | 12 | 13 | 14 | 15 | 16 | 17 |
| 18 | 19 | 20 | 21 | 22 | 23 | 24 |
| 25 | 26 | 27 | 28 | 29 | 30 | 31 |

## События

### Январь
- 1 января
  - В СССР завершён переход на 7-часовой рабочий день.
  - На пост президента Никарагуа вступил представитель Либеральной партии Хуан Баутиста Сакаса.
- 2 января — последний солдат армии США покинул территорию Никарагуа.
- 12 января — в СССР закончился Объединённый пленум ЦК и ЦКК ВКП(б), который принял решение о чистке партии и прекращении приёма в неё в 1933 году. Пленум также принял решение об «антипартийной группировке» Эйсмонта, Толмачёва, Смирнова и пр.
- 14 января — лидер Национал-царанистской партии Александру Вайда-Воевод в третий раз возглавил королевское правительство Румынии.
- 30 января — рейхсканцлером Германии назначен лидер НСДАП Адольф Гитлер.

### Февраль
- 1 февраля — на пост президента Гондураса вступил бывший председатель конгресса генерал Тибурсио Кариас Андино, установивший единоличную диктатуру.
- 2 февраля — в Никарагуа подписано соглашение о прекращении военных действий по которому повстанческая армия генерала Аугусто Сесара Сандино распускалась, а её бывшим членам выделялся обширный район для ведения коллективного хозяйства[1].
- 15 февраля
  - В Москве открылся Съезд колхозников-ударников (до 20 февраля).
  - В Майами безработный плотник Джузеппе Дзангара пять раз выстрелил в избранного президента США Франклина Рузвельта, когда тот читал речь из своего автомобиля. Рузвельт не пострадал.
- 16 февраля — состоялся пленум ЦК КП(б) Армении. С. Г. Отьян освобождён от обязанностей второго секретаря ЦК КП(б)А. Вторым секретарём ЦК избран И. С. Каспаров[2].
- 27 февраля — В Берлине произошёл пожар в рейхстаге Германии. По нацистской версии — советским агентом, голландским коммунистом Маринусом ван дер Люббе[3].
- 28 февраля — в Германии издан чрезвычайный декрет, отменивший свободу личности, слова, печати, собраний и союзов[3].

### Март
- 4 марта — Франклин Делано Рузвельт сменил Герберта Кларка Гувера на посту президента США.
- 5 марта — выборы в рейхстаг Германии. Правящей НСДАП не удаётся получить абсолютное большинство мест, за неё голосуют 44 % избирателей.
- 8 марта — в Австрии отменены свобода печати и свобода собраний[4].
- 15 марта — правительством Э.Дольфуса распущен парламент Австрии, провозглашена «авторитарная система управления»[4].
- 19 марта — на плебисците в Португалии принята новая Конституция, провозгласившая страну «унитарной корпоративной республикой». Она заложила основы «Нового государства»[5].
- 23 марта — рейхстаг Германии принял «Закон о ликвидации бедственного положения народа и государства», который передал рейхсканцлеру Адольфу Гитлеру на 4 года ряд законодательных функций парламента. Принятие закона стало заключительным этапом захвата национал-социалистами власти в Германии.
- 27 марта — японское правительство объявило о выходе своего государства из Лиги Наций.

### Апрель
- Апрель — вторым секретарём ЦК КП(б) Армении утверждён А. М. Мирзабекян (вместо освобождённого от обязанностей второго секретаря И. С. Каспарова)[2].
- 1 апреля
  - В нацистской Германии проходит общенациональный однодневный бойкот еврейских фирм и магазинов.
  - Правительство Австрии распустило Шюцбунд — отряды самообороны социал-демократической партии[4].
- 2 апреля — постановлением правительства утверждено «Положение о Всероссийской Академии художеств» (ВАХ).
- 4 апреля — у берегов Новой Англии потерпел крушение дирижабль USS Akron, погибли 73 из 76 человек на борту — крупнейшая катастрофа в истории воздухоплавания.
- 5 апреля — Президент США Франклин Рузвельт организовал конфискацию имевшегося на руках граждан США золота: «Все граждане обязываются сдать в срок до 1 мая 1933 года включительно… все золотые монеты, золотые слитки или золотые сертификаты, которыми они владеют в настоящее время» (Указ № 6102 от 5 апреля 1933 года).
- 8 апреля — В Западной Австралии прошёл референдум об выходе штата из Австралийского Союза.[6]
- 19 апреля
  - В Москве завершился процесс «о вредительстве на электростанциях».[источник не указан 990 дней]
  - Основана Социалистическая партия Чили.
- 23 апреля — ЦК ВКП(б) принял постановление «О перестройке литературно-художественных организаций»[7], которым, в частности, предусматривался роспуск существовавших литературных и художественных групп и образование единых творческих союзов.
- 26 апреля — в Германии создано Гестапо.
- 28 апреля — Постановление СНК СССР «О выдаче гражданам паспортов на территории СССР».

### Май
- 10 мая
  - Чакская война: Парагвай официально объявил войну Боливии[8].
  - 10 мая — студенты Германии под руководством нацистов сожгли более 20 тысяч книг еврейских и социалистических авторов.
- 15 мая — в СССР вступил в строй Челябинский тракторный завод.
- 26 мая — правительство Австрии запретило Коммунистическую партию Австрии[4].

### Июнь
- 1 июня — в СССР сформирована Северная военная флотилия, место базирования Кольский залив. Командующим назначен З. А. Закупнев.
- 6 июня — В США открылся первый автокинотеатр.
- 8 июня — Генеральная комиссия Женевской конференции по разоружению приняла за основу будущей конвенции по разоружению «план Макдональда», предусматривавший предельные цифры численности сухопутных вооружённых сил стран Европы.
- 12 июня — открылась Лондонская экономическая конференция[9].
- 20 июня — В Королевстве Сиаме группа военных совершила Государственный переворот.[источник не указан 2610 дней]
- 22 июня — распущена Социал-демократическая партия Германии.

### Июль
- 4 июля — в Германии самораспустились Католическая партия Баварии, партия «Центр» и Народная партия.
- 6 июля — начало Каракумского автопробега в СССР.
- 8 июля — пущена первая мартеновская печь Магнитогорского металлургического комбината[10].
- 14 июля — НСДАП объявлена единственной партией Германии.
- 15 июля
  - Был заключен «Пакт четырёх», международный договор о политическом сотрудничестве в Лиге Наций, подписанный представителями Италии, Великобритании, Германии и Франции в Риме. Впоследствии договор был ратифицирован только в Италии и не вступил в силу.
  - В СССР вступил в строй завод Уральский завод тяжёлого машиностроения (Уралмаш).
- 17 июля — разбился самолёт «Литуаника», погибли 2 человека.[источник не указан 3363 дня]

### Август
- 1 августа — на Кубе расстреляна массовая демонстрация, что вызывает серьёзные волнения[11].
- 2 августа— в СССР:
  - Торжественно открыт Беломорканал.
  - На Сурамском перевале состоялась первая обкатка первого магистрального электровоза.
- 4 августа — на Кубе начинается всеобщая забастовка[11].
- 11 августа — офицеры гарнизона Гаваны заставляют президента Кубы генерала Херардо Мачадо подать в отставку и покинуть остров. На следующий день сформировано правительство К. М. де Сеспедеса[11].
- 14 августа — всеобщая забастовка на Кубе прекращена[11].
- 24 августа — свержение на Кубе диктаторского режима Херардо Мачадо группой революционно настроенных военных во главе с Фульхенсио Батистой.

### Сентябрь
- 2 сентября — в Риме премьер - министр Бенито Муссолини и полпред СССР В. П. Потёмкин подписали Пакт о ненападении и нейтралитете между Италией и СССР.
- 4 сентября — на Кубе издан манифест, провозгласивший продолжение революции[11]. На следующий день сформировано временное правительство во главе с Рамоном Грау Сан-Мартином[12].
- 5 сентября — Катастрофа АНТ-7 под Подольском, погибли 8 человек.
- 12 сентября — премьер-министром Испании назначен Алехандро Леррус.
- 18 сентября — премьер-министр Ирана Мехти Кули-хан Хедаят ушёл в отставку.
- 20 сентября — в г. Днепропетровске (УССР, СССР) произошёл один из самых массовых случаев пищевого отравления в СССР. 577 человек заразились ботулизмом после употребления кабачковой икры, выпущенной на заводах Одессы и Херсона. 177 из них умерли[13][14].
- 21 сентября
  - Приказом Реввоенсовета в Москве образован Реактивный научно-исследовательский институт при наркомате обороны СССР.
  - В Германии начался Лейпцигский процесс по делу о поджоге Рейхстага[3].
  - Премьер-министр Египта Исмаил Сидки ушёл в отставку.
- 30 сентября — стратостат «СССР-1» (экипаж – Г. А. Прокофьев, К. Д. Годунов и Э. К. Бирнбаум) установил новый мировой рекорд высоты: 18,5 км.

### Октябрь
- 10 октября — Близ Честертона произошла авиакатастрофа «Boeing 247» — первый в мировой истории террористический акт в коммерческой авиации[15][16].
- 14 октября — принято Постановление ЦК ВКП(б) «Об архитектурном образовании». Было решено: «1. Организовать в Москве при Президиуме ЦИК СССР Всесоюзную академию архитектуры… 2. Реорганизовать Архитектурно-строительный институт в Москве в Архитектурный институт в составе факультетов жилых и общественных зданий и планировки городов и факультета промышленных сооружений.».
- 16 октября — В Королевстве Норвегии прошли принёсшие победу Рабочей партии выборы в парламент.
- 19 октября — германское правительство объявило о выходе государства из Лиги Наций.

### Ноябрь
- 8 ноября — 
  - В Кабуле в саду дворца лицеист застрелил короля Афганистана Мухаммеда Надир-шаха. Престол занял его сын Захир-шах.
  - На территорию Синьцзяна были введены советские войска.
- 16 ноября — США и СССР установили дипломатические отношения.
- 19 ноября — В Испании прошли выборы в I Кортесы Второй Испанской республики. На ближайшие два года ведущими партиями парламента стали католическо-консервативная Испанская конфедерация независимых правых (115 мандатов), центристская Радикальная республиканская партия (102 мандата) и марксистская Испанская социалистическая рабочая партия (59 мандатов).
- 21 ноября — на испытаниях потерпел катастрофу самолёт К-7[17].

### Декабрь
- 4 декабря — в СССР вышло постановление СНК СССР «Об обязательном строительстве торговых помещений в жилых домах».
- 5 декабря — ратифицирована двадцать первая поправка к Конституции США об отмене сухого закона.
- 17 декабря — В связи со смертью Далай-ламы XIII регентом Тибета стал Ретинг Ринпоче Джампэл Еше.
- 23 декабря — завершился Лейпцигский процесс по делу о поджоге Рейхстага. Оправдан болгарский коммунист Георгий Димитров, бывший в числе обвиняемых[3].
- 30 декабря — В румынском городе Синая членами ультраправой партии «Легион Архангела Михаила» был убит глава правительства Королевства Румынии Ион Георге Дука.

### Без точных дат
- Реорганизация МГУ.
- Канонизация под именем Святой Бернадетты жительницы французского города Лурда Бернадетты Субиру.
- Именем Герца стала называться единица измерения частоты Герц, которая входит в международную метрическую систему единиц СИ.
- В 1933 году Пит Хейн придумал кубики сома.
- Назинская трагедия.

### Продолжающиеся события
- 1932—1933 — голод в СССР.

## Персоны года
Человек года по версии журнала Time — Хью Джонсон, американский чиновник.

## Родились
См. также: Категория:Родившиеся в 1933 году
- 6 января — Олег Макаров, советский и российский космонавт, дважды Герой Советского Союза (ум. в 2003).
- 7 января — Владимир Ферапонтов, советский и российский актёр (ум. в 2008).
- 9 января
  - Уилбур Смит, южноафриканский писатель (ум. в 2021).
  - Николай Маркаров, советский и российский художник и скульптор (ум. в 2008).
- 17 января — Далида, французская певица итальянского происхождения (ум. в 1987).
- 27 января — Валерий Ватенин, советский живописец, график, педагог (ум. в 1977).
- 4 февраля — Игорь Кваша, советский и российский актёр (ум. в 2012).
- 18 февраля — Йоко Оно, певица и художница японского происхождения, вдова Джона Леннона.
- 21 февраля —Нина Симон, американская певица, пианистка, композитор, аранжировщица. (ум. в 2003)
- 28 марта — Александр Митта, советский и российский кинорежиссёр, сценарист, актёр (ум. в 2025).
- 6 апреля — Станислав Любшин, советский и российский актёр.
- 9 апреля — Жан-Поль Бельмондо, французский киноактёр (ум. в 2021).
- 12 апреля — Монсеррат Кабалье, испанская оперная певица (ум. в 2018).
- 13 апреля — Василий Барановский, русский писатель (ум. в 2023).
- 15 апреля — Борис Стругацкий, советский писатель-фантаст (ум. в 2012).
- 25 апреля — Ицхак Финци, болгарский киноактёр.
- 27 апреля — Леонид Рошаль, российский детский врач, общественный деятель.
- 12 мая — Андрей Вознесенский, советский и российский поэт, прозаик, художник, архитектор, один из известных поэтов-«шестидесятников» (ум. в 2010).
- 31 мая — Георгий Бурков, советский актёр театра и кино (ум. в 1990).
- 7 июня — Аркадий Арканов, российский писатель-сатирик, драматург (ум. в 2015).
- 19 июня — Виктор Пацаев, советский космонавт (ум. в 1971).
- 9 июля
  - Элем Климов, российский кинорежиссёр (ум. в 2003).
  - Зинаида Кириенко, советская и российская актриса, эстрадная певица (ум. в 2022).
- 20 июля — Кормак Маккарти, американский писатель (ум. в 2023).
- 18 августа
  - Роман Полански, польский и французский режиссёр.
  - Жюст Фонтен, французский футболист, обладатель рекорда по количеству голов, забитых на одном чемпионате мира (ум. в 2023).
- 2 сентября — Матьё Кереку, президент Бенина в 1975—1991 и 1996—2006 годах (ум. в 2015).
- 5 сентября — Эрик Булатов, советский художник, один из основателей соц-арта.
- 10 сентября — Евгений Хрунов, советский космонавт, Герой Советского Союза (ум. в 2000).
- 12 сентября — Татьяна Доронина, советская русская актриса.
- 29 сентября — Самора Машел, первый президент Мозамбика с 1975 (погиб в должности в 1986).
- 30 сентября — Илья Кабаков, советский и американский художник (ум. в 2023).
- 2 октября — Эрнесту Мелу Антунеш, португальский революционер и политик, полковник, один из лидеров «Революции гвоздик», министр иностранных дел Португалии в 1975—1976 годах (ум. в 1999).
- 13 октября — Марк Захаров, советский и российский режиссёр театра и кино (ум. в 2019).
- 14 октября 
  - Ким Ефремов, советский и российский живописец (ум. в 2008).
  - Габриель Арести, баскский писатель, поэт, драматург (ум. в 1975).
- 20 октября — Лазарь Кокышев, алтайский поэт и писатель, автор романа «Арина» (1959) — первого романа на алтайском языке (ум. в 1975).
- 3 ноября — Джереми Бретт, английский актёр (ум. в 1995).
- 19 ноября — Ларри Кинг, американский тележурналист, ведущий ток-шоу «Larry King Live» (ум. в 2021).
- 25 ноября — Кшиштоф Пендерецкий — польский композитор (ум. в 2020).
- 8 декабря — Лев Борисов, советский и российский актёр (ум. в 2011).
- 19 декабря — Галина Волчек, советская и российская актриса театра и кино, театральный режиссёр (ум. в 2019).
- 20 декабря — Рик Ван Лой, бельгийский шоссейный и трековый велогонщик, дважды чемпион мира (1960, 1961), олимпийский чемпион (1952) в командной гонке (ум. в 2024).
- 23 декабря — Акихито, император Японии с 1989 по 2019 год.
- 31 декабря — Семён Фарада, советский и российский актёр (ум. в 2009).

## Скончались
См. также: Категория:Умершие в 1933 году
Список умерших в 1933 году
- 3 января — Вильгельм Куно, рейхсканцлер Германии в 1922—1923 годах (род. 1876).
- 5 января
  - Юлиуш Клос, польский историк архитектуры, профессор Университета Стефана Батория.
  - Джон Калвин Кулидж, 30-й президент США (род.1872).
- 22 марта — Сава Огнянов (род. 1876), известный болгарский режиссёр и актёр театра.
- 28 марта — Фридрих Цандер, советский учёный и изобретатель, один из пионеров ракетной техники.
- 29 апреля — Юозас Тумас, литовский писатель, литературовед и общественный деятель.
- 6 мая — Ли Цинъюнь, китайский долгожитель.
- май — Рахмонберди Мадазимов, организатор театрального движения Кыргызстана, первый основатель и художественный руководитель Ошского узбекского драмтеатра имени Бабура (род.1875).
- 16 июня — Хаим Арлозоров, писатель, политик, один из лидеров сионистского движения (род. 1899).
- 17 июля — Стяпонас Дарюс, литовский лётчик, национальный герой (род. 1896).
- 26 августа — Николай Ашмарин, российский языковед, составитель многотомного словаря чувашского языка.
- 16 сентября — Алексей Едрихин, военный писатель, автор работ в области геополитики.
- 17 декабря — Далай-лама XIII.
- 26 декабря — Анатолий Луначарский, русский революционер, советский государственный деятель, писатель (род. 1875).

## Нобелевские премии
- Физика — Эрвин Шрёдингер и Поль Адриен Морис Дирак — «За открытие новых продуктивных форм атомной теории».
- Химия — не присуждалась
- Медицина и физиология — Томас Хант Морган — «За открытия, связанные с ролью хромосом в наследственности»
- Литература — Иван Алексеевич Бунин — «За строгое мастерство, с которым он развивает традиции русской классической прозы»
- Премия мира — Норман Эйнджелл — «За пропаганду мира»